# Jane Morris

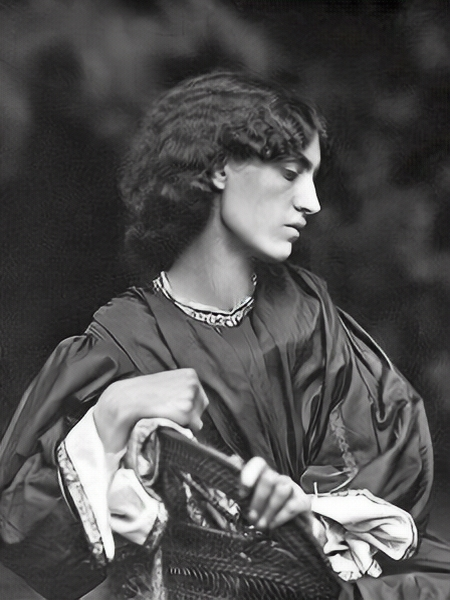
Jane Morris, Detail aus einer Fotografie von John Robert Parsons (1865)

Jane Morris (geborene Burden; * 19. Oktober 1839 in Oxford; † 26. Januar 1914 in Bath) war Modell und Muse der englischen Künstlerbewegung der Präraffaeliten und Ehefrau des
Malers, Dichters und Druckers William Morris.

## Leben

### Modell für die Präraffaeliten

Dante Gabriel Rossetti: Jane Morris als Proserpina, 1872

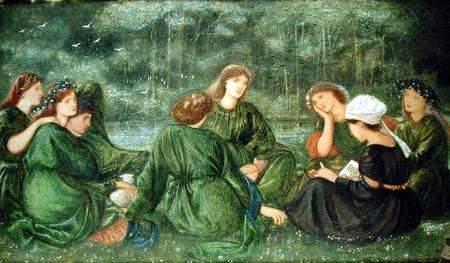
Edward Burne-Jones: Green Summer (1864, Jane Morris in der Mitte sitzend)

Jane war die älteste Tochter des Stallmeisters Robert Burden und dessen Frau Ann Maizey, einer Waschfrau. Im Oktober 1857 lernte sie bei einem Theaterbesuch die Maler Dante Gabriel Rossetti und Edward Burne-Jones kennen. Diese baten sie, für sie Modell zu sitzen. Die beiden Künstler fertigten Wandmalereien im Gebäude der Oxford Union mit Motiven der Sage von König Arthur. Jane saß zunächst hauptsächlich für Rossetti, dem sie als Vorbild für seine „Queen Guinevere“ diente.
Jane Burden (später Morris) war in vielerlei Hinsicht die ideale Präraffaelitische Schönheit. Sie war groß und schlank und hatte dramatische dunkle Haare und Augen. Die Maler nannten sie einen „stunner“ (Prachtweib, Klassefrau). Auf Fotografien sieht man aber auch eine Schwermütigkeit (Ernsthaftigkeit) in ihrem Aussehen. Morris sah in ihr das Wesen der schönen Heldinnen seiner Gedichte und Gemälde.

### Heirat mit William Morris
Später saß Burden für William Morris für sein Gemälde „La belle Iseult“. Während dieser Zeit verliebten sich die beiden und gingen eine Verlobung ein. Morris
vermittelte ihr Bildung – Musik, Tanz, Französisch, Italienisch und Mathematik – und die in seinen Kreisen gewünschten Umgangsformen. Zeitgenossen bezeichneten ihr Verhalten später als „königlich“ oder „majestätisch“. Sie wurde für ihre seltsame Schönheit und die exzentrischen Kleider, die sie trug und selbst anfertigte, bekannt.
Am 26. April 1859 heirateten William Morris und Jane Burden in der St Michael’s Church, Ship Street, Oxford. Die Trauung wurde von Morris’ Freund Richard Watson Dixon durchgeführt, mit Charles Faulkner als Trauzeuge. Von Morris’ Familie nahm niemand an der Hochzeit teil. Morris schenkte ihr zur Hochzeit das Red House in Bexleyheath, das Philipp Webb für das Paar entworfen hatte und das 1860 bezugsfertig war. Freunde trugen zur Einrichtung bei. So malte Edward Burne-Jones drei Wandbilder. Weil Morris die herkömmlichen Möbel nicht gefielen, baute er selber welche. Die Frauen verschönerten das Haus mit Stickereiarbeiten. Auch entstanden hier die ersten Entwürfe für Wandteppiche, denn Morris mochte zu dieser Zeit keine Tapeten.
Aus der Ehe gingen zwei Töchter hervor: Jane (Jenny) Alice (1861–1935), die an Epilepsie litt, und May (1862–1938).
Nach dem Tod ihres Vaters im Herbst 1865 zog Janes Schwester Elizabeth (genannt Bessie) ebenfalls in das Red House. Sie war eine ausgezeichnete Stickerin und half bei Stickereiarbeiten. Eine ihrer bemerkenswertesten Stickereien war die Bettdecke für Morris’ Bett in Kelmscott Manor, die sie gemeinsam mit ihrer Freundin De Morgan herstellte. Das Muster basierte auf einem antiken Blumenmuster und sie zeichnete mit: „Si je puis Jane Morris“ (Wenn ich könnte Jane Morris). Den Volant bestickte May Morris mit einem Gedicht ihres Vaters.

### Beziehung zu Dante Gabriel Rossetti
Von 1871 bis 1874 wohnte Morris’ Freund und Malerkollege Dante Gabriel Rossetti auf Kelmscott Manor, dem Landhaus der Familie. Jane Morris saß ihm für viele seiner Porträts Modell und unterhielt zu ihm eine jahrelange Liebesbeziehung. Ihr Mann entfloh dieser Situation nach Island, wo er sich Kenntnisse der isländischen Legenden erwarb, die später eine Grundlage seiner Romane und Dichtungen bildeten. Als Jane Morris 1876 das Ausmaß der Chloral-Sucht von Rossetti entdeckte, brach sie die Beziehung zu ihm ab.
Morris war das Modell für einige von Rossettis berühmtesten Gemälden, zum Beispiel „Pandora“, Venus Astarte (Manchester City Galleries), Proserpine (Tate collection), La pia de Tolomei (Spencer Museum of Art, University of Kansas) und The Day Dream (Victoria & Albert Museum).
Sie ging in dieser Zeit durch Phasen der „Invalidität“ und Rückenschmerzen, die unklare Ursachen hatten. Ihr Mann begleitete sie 1869 zu einer Kur nach Bad Ems.

### Künstlerische und politische Betätigung, Freundschaften
Jane Morris entwarf oftmals die Kleider für das Modellsitzen für Rossettis Gemälde und nähte diese auch selber. Des Weiteren produzierte sie eine Anzahl Bücher. Diese waren aufwändig verziert und in Velinpapier (weiches, pergamentartiges Papier für Bucheinbände), Samt oder Leder eingebunden. Die Texte waren im Allgemeinen per Hand geschriebene englische und französische Verse mit verzierten Anfangsbuchstaben oder anderer Dekoration. Der Buchbinder Thomas James Cobden-Sanderson lernte sein Handwerk erst auf Janes Zureden.
Zusätzlich zu ihren Beiträgen zu der Firma ihres Mannes, die sie bis zu dessen Tod fortführte, arbeitete sie auch für Morris’ Verein Society for the Protection of Ancient Buildings, dem 1882 gegründeten „Komitee für die Isländische Hungerhilfe“ und später für die Kelmscott Druckerei. Sie teilte jedoch nicht die politischen Ansichten ihres Mannes und seine Hingabe für den Sozialismus. Jane behielt eine Anhänglichkeit zur Liberalen Partei, jedoch tendierten ihre Sympathien zu deren radikalem Flügel. Sie war auch eine leidenschaftliche Unterstützerin der Irish Home Rule, einer Ansicht, die sie mit ihren engen Freundinnen Rosalind Howard, Countess of Carlisle, und der Suffragette Jane Cobden, teilte.
Zu ihrem Freundeskreis zählten neben Georgiana und Edward Burne-Jones der Architekt Philip Webb, der Dichter Algernon Swinburne und die Malerin Marie Spartali Stillman. 1883 traf Morris den Dichter und politischen Aktivisten Wilfrid Scawen Blunt (1840–1922) und spätestens 1887 waren sie ein Paar. Jane entwarf den Umschlag für Blunts Gedichtband In vindulis, der 1889 veröffentlicht wurde. Wahrscheinlich auf ihre Fürsprache hin wurden seine Gedichte von Kelmscott Press gedruckt.
In den folgenden Jahren entwickelte sich Jane Morris zu einer bemerkenswerten Pianistin.

### Spätere Jahre

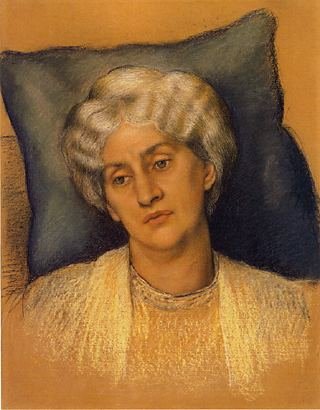
Evelyn De Morgan: Mrs. Jane Morris, 1904

Nach dem Tod ihres Mannes im Jahr 1896 zog sie sich immer mehr aus der Öffentlichkeit zurück. 1913 – ein Jahr vor ihrem Tod – kaufte sie das bis dahin nur gemietete Kelmscott Manor für ihre Töchter für £4000. Bei der Abwicklung der Kelmscott Druckerei arbeitete sie eng mit Sydney Cockerell zusammen.
1894 saß sie als die Königin Modell für ein Gemälde von Evelyn De Morgan The Hour Glass – Das Stundenglas (Evelyn De Morgan Foundation, London). Auch half sie ihrer Tochter May bei der Herausgabe von The Collected Works of William Morris, indem sie Manuskripte identifizierte und datierte. Außerdem stellte sie Material für die „Einführungen“ bereit, einschließlich der Erinnerung von Morris, las Korrektur, korrigierte Fehler und bot Vorschläge zur Verbesserung an.
Jane Morris starb 1914 in Bath, wo sie wegen eines Lungenleidens kurte. Sie wurde neben ihrem Mann auf dem Friedhof bei Kelmscott in Oxfordshire beigesetzt.